# Caria (geslacht)
Caria is een geslacht van vlinders uit de familie van de prachtvlinders (Riodinidae), onderfamilie Riodininae.
Caria werd in 1823 voor het eerst wetenschappelijk beschreven door Hübner.

## Soorten
Caria omvat de volgende soorten:
- Caria castalia (Ménétriés, 1855)
- Caria chrysame (Hewitson, 1874)
- Caria domitianus (Fabricius, 1793)
- Caria ino Godman & Salvin, 1886
- Caria mantinea (Felder, C & R. Felder, 1861)
- Caria marsyas Godman, 1903
- Caria melino Dyar, 1912
- Caria plutargus (Fabricius, 1793)
- Caria rhacotis (Godman & Salvin, 1878)
- Caria sponsa (Staudinger, 1887)
- Caria stillaticia Dyar, 1912
- Caria tabrenthia Schaus, 1902
- Caria trochilus Erichson, 1849